# Ревілья-Вальєхера
Ревілья-Вальєхера (ісп. Revilla Vallejera) — муніципалітет в Іспанії, у складі автономної спільноти Кастилія-і-Леон, у провінції Бургос. Населення — 83 особи (2010).
Муніципалітет розташований на відстані близько 200 км на північ від Мадрида, 43 км на південний захід від Бургоса.
На території муніципалітету розташовані такі населені пункти: (дані про населення за 2010 рік)
- Ревілья-Вальєхера: 62 особи
- Вісмало: 21 особа

## Демографія
Динаміка населення (INE ):